# Glyphoturris
Glyphoturris is een geslacht van weekdieren uit de klasse van de Gastropoda (slakken).

## Soorten
- Glyphoturris diminuta (C. B. Adams, 1850)
- Glyphoturris eritima (Bush, 1885)
- Glyphoturris quadrata (Reeve, 1845)
- Glyphoturris rugirima (Dall, 1889)